# Bảo tàng Jerzy Dunin-Borkowski ở Krośniewice

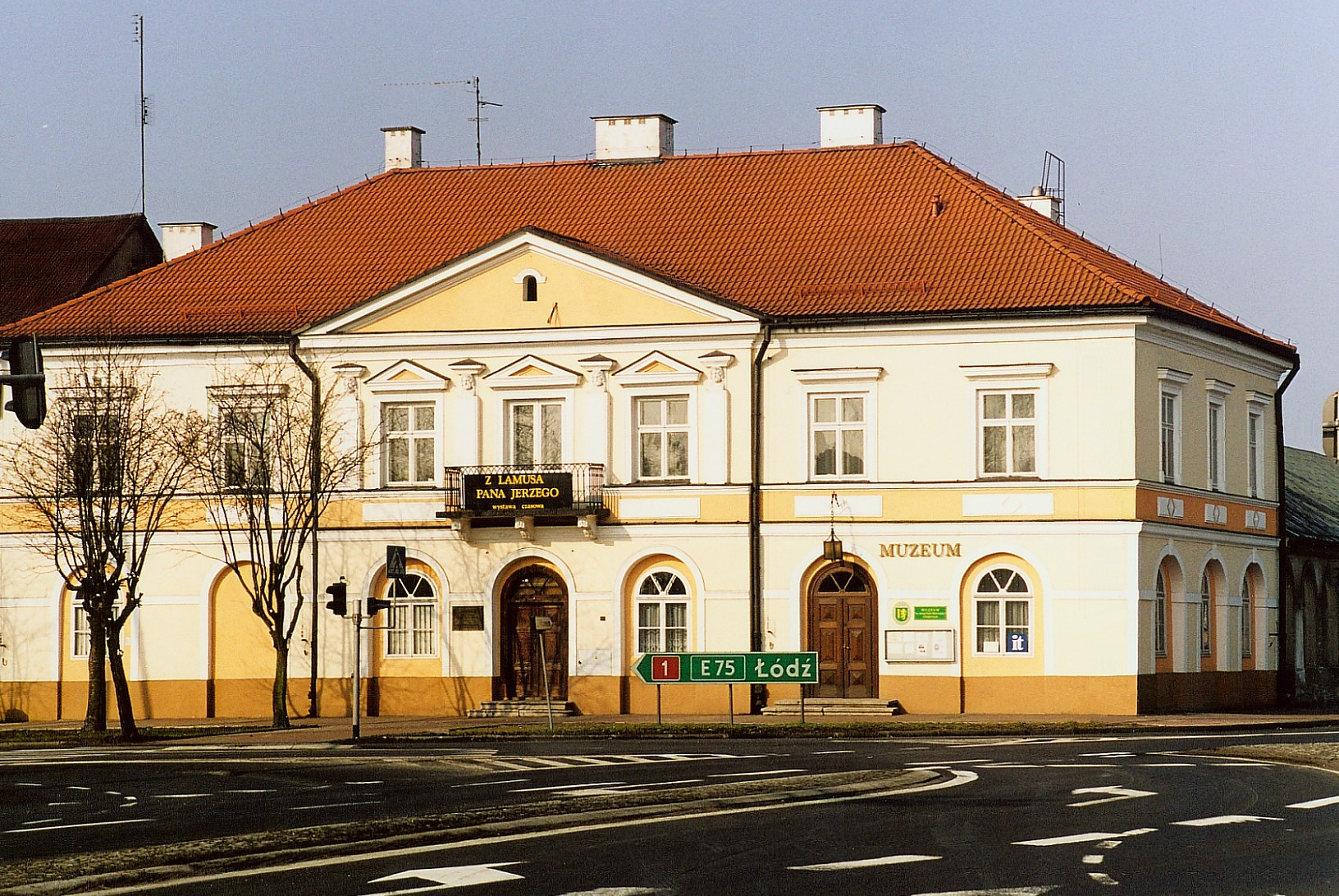
Bảo tàng Jerzy Dunin-Borkowski ở Krośniewice

Bảo tàng Jerzy Dunin-Borkowski ở Krośniewice (tiếng Ba Lan: Muzeum im. Jerzego Dunin-Borkowskiego w Krośniewicach) là một bảo tàng tọa lạc tại số 1 Quảng trường Wolności, Krośniewice, huyện Kutno, tỉnh Łódź, Ba Lan. Bảo tàng được thành lập dựa trên bộ sưu tập tư nhân của Jerzy Dunin-Borkowski.

## Lược sử hình thành
Nguồn gốc của Bảo tàng Jerzy Dunin-Borkowski bắt đầu từ thập niên 1950, khi Jerzy Dunin-Borkowski bắt đầu trưng bày các bộ sưu tập trong phòng riêng. Ngày 24 tháng 10 năm 1978, ông hiến tặng toàn bộ bộ sưu tập này cho quốc gia và trở thành người quản lý suốt đời của Bảo tàng mang tên ông. Bảo tàng Jerzy Dunin-Borkowski trở thành một chi nhánh của Bảo tàng Quốc gia ở Warsaw. Nhà sưu tập mất vào ngày 23 tháng 7 năm 1992. Trong suốt cuộc đời, Jerzy Dunin-Borkowski đã thu thập khoảng 15.000 hiện vật. 

## Triển lãm
Bộ sưu tập của Bảo tàng Jerzy Dunin-Borkowski hiện được chia thành năm phần:
- Văn phòng nhà sưu tập: chứa các bức tranh và đồ lưu niệm liên quan đến gia đình Dunin-Borkowski và Bacciarelli (gia đình nhà vợ của nhà sưu tập)
- Phòng của tướng Władysław Sikorski: trưng bày những kỷ vật của chính trị gia này
- Phòng chân dung: triển lãm các bức tranh chân dung được vẽ từ nửa sau thế kỷ 18, trong đó có chân dung của Marcello Bacciarelli và Antoine Pesne
- Phòng chờ của Biedermeier: trước đây nơi này là văn phòng của Jerzy Dunin-Borkowski
- Niềm đam mê của nhà sưu tập Jerzy Dunin-Borkowski: trưng bày đồ nội thất, đồ bạc, bộ đồ ăn, đồng hồ, kỷ vật của những người Ba Lan nổi tiếng, chẳng hạn như Tadeusz Kościuszko hay Adam Mickiewicz, và các thứ khác.

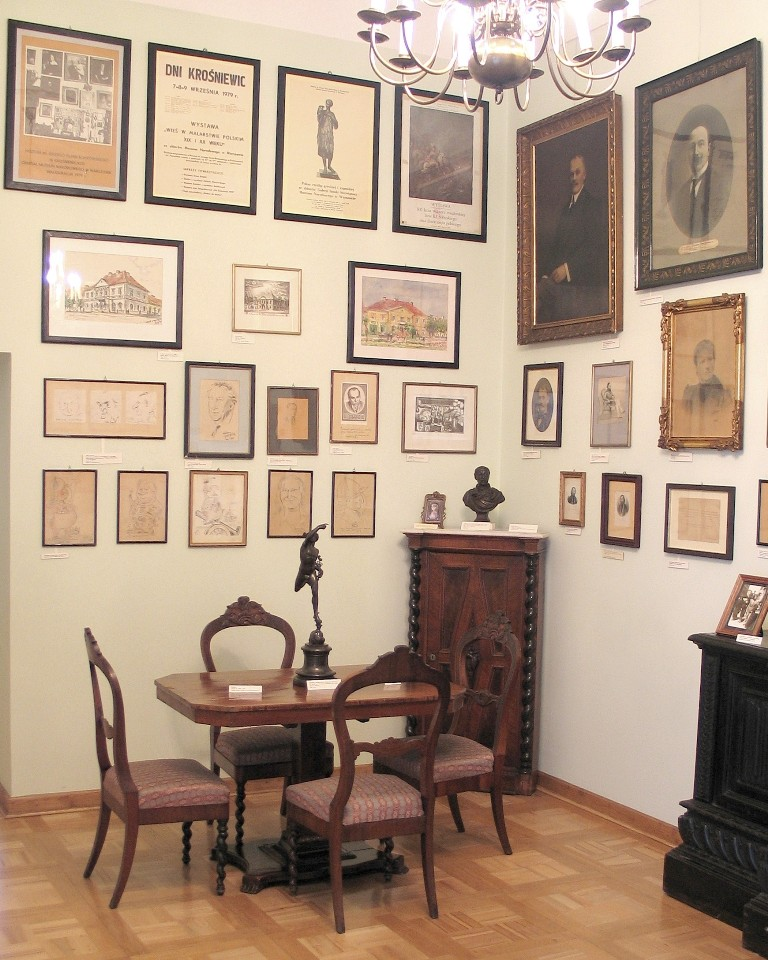
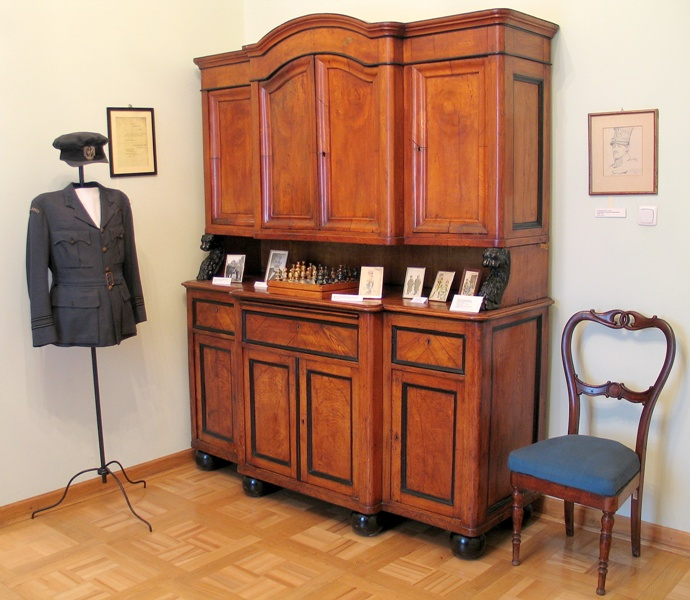
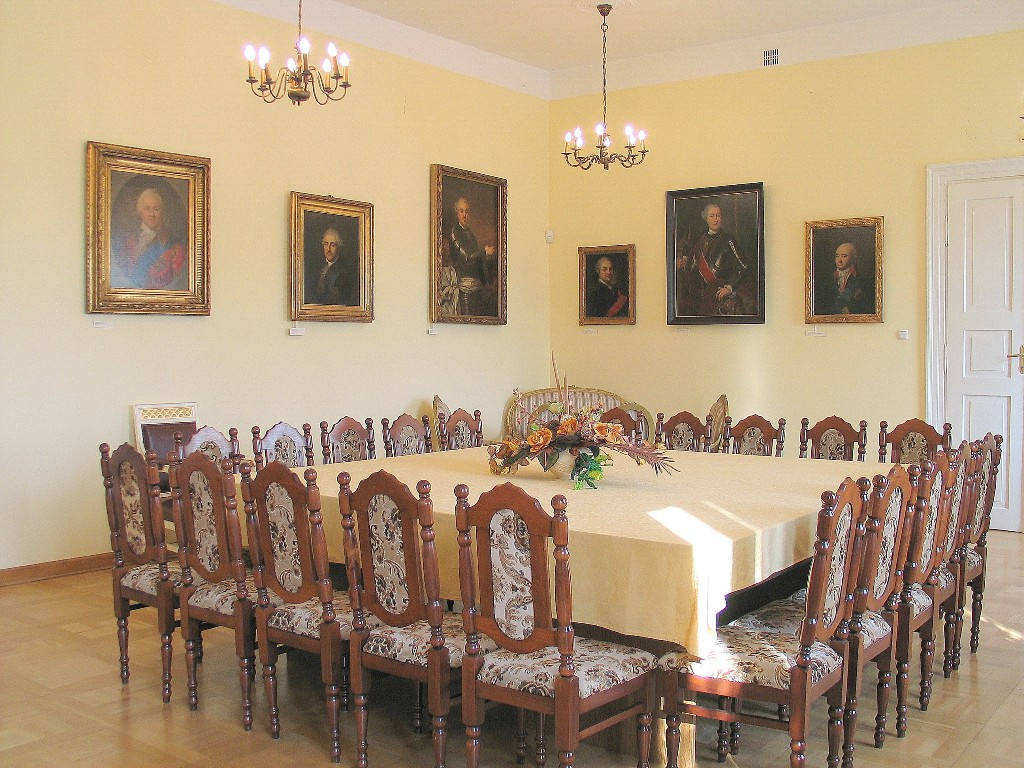
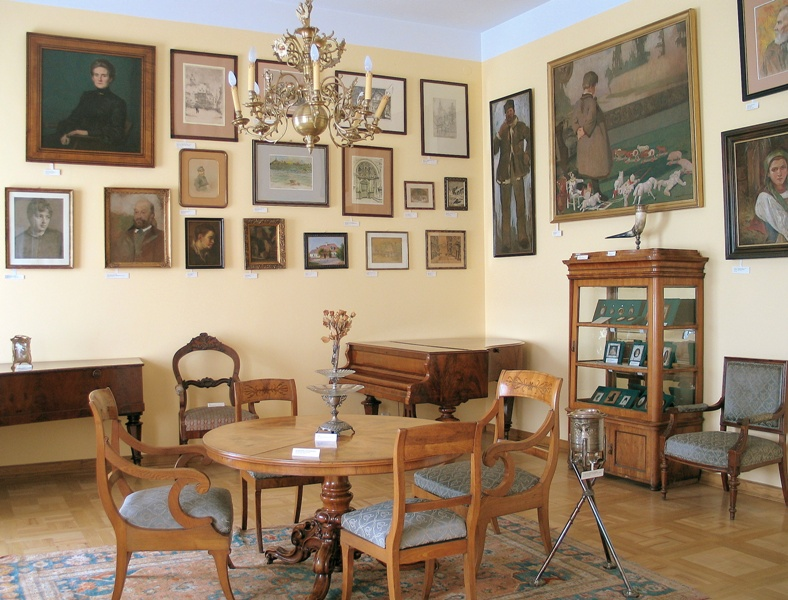
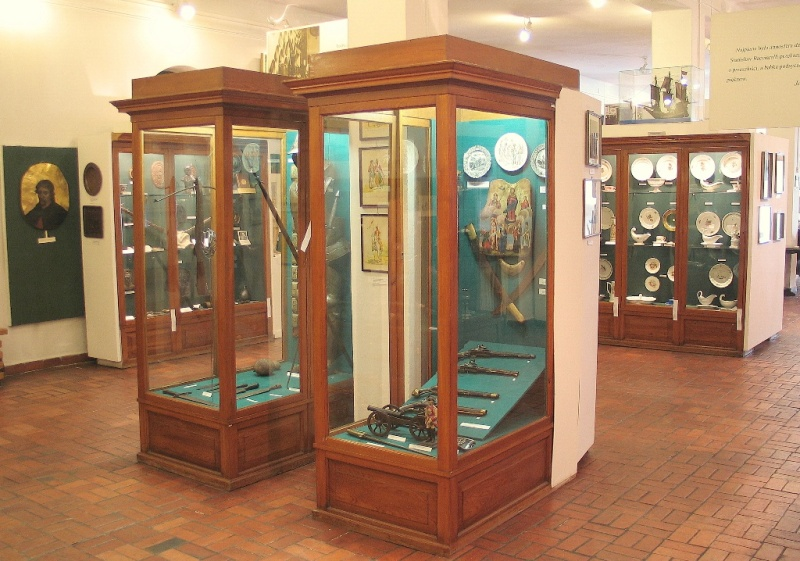